# ウォーディアン
| 累代        | 代     | 紀           | 基底年代 Mya |
| ----------- | ------ | ------------ | ------------ |
| 顕生代      | 新生代 | 第四紀       | 2.58         |
| 顕生代      | 新生代 | 新第三紀     | 23.03        |
| 顕生代      | 新生代 | 古第三紀     | 66           |
| 顕生代      | 中生代 | 白亜紀       | 145          |
| 顕生代      | 中生代 | ジュラ紀     | 201.3        |
| 顕生代      | 中生代 | 三畳紀       | 251.902      |
| 顕生代      | 古生代 | ペルム紀     | 298.9        |
| 顕生代      | 古生代 | 石炭紀       | 358.9        |
| 顕生代      | 古生代 | デボン紀     | 419.2        |
| 顕生代      | 古生代 | シルル紀     | 443.8        |
| 顕生代      | 古生代 | オルドビス紀 | 485.4        |
| 顕生代      | 古生代 | カンブリア紀 | 541          |
| 原生代      | 原生代 | 原生代       | 2500         |
| 太古代      | 太古代 | 太古代       | 4000         |
| 冥王代      | 冥王代 | 冥王代       | 4600         |
| 1. 2. 3. 4. |        |              |              |

ウォーディアン（英: Wordian）は、国際層序委員会によって定められた地質学用語である、地質時代名の一つ。2億6880万年前（誤差50万年）から2億6510万年前（誤差40万年）にあたる、中期ペルム紀（グアダルピアン世）を三分した中期である。前の期は中期ペルム紀前期ローディアン、続く期は中期ペルム紀後期のキャピタニアン。模式地はアメリカ合衆国テキサス州に位置する。ワーディアンとも。

## 層序
ウォーディアン階は1916年にヨハン・アウグスト・ウッデンが論文に初めて使用し、アメリカ合衆国のパーミアン盆地のウォード累層にちなんで命名した。1961年にグアダルピアン世の層序的下位分類として初めて使用されるまで、ウォーディアンとグアダルピアン世はいずれもアメリカ合衆国南部で地域的に使用されているだけであった。2001年に国際層序委員会の時代区分に認められた。
ウォーディアンの基底はアッセリアン、ローディアン、キャピタニアン、ウーチャーピンジアン、チャンシンジアンと同じくコノドントの種の初出現で定義されている。

## 生物多様性
陸上脊椎動物が世界規模で姿を消したオルソン絶滅事変が前期グアダルピアン世（ローディアンとウォーディアン）で起こった。

## 日本において
三重県志摩半島に分布する宮成層群からは放散虫 Parafusulina kaerimizensis が産出しており、この種の生息期間が Cancellina 属のようなローディアン - 前期ウォーディアンにかけ生息した他の放散虫と一致することなどから、同層群は前期ペルム紀（シスウラリアン）から前期ウォーディアンを示すとされている。大分県臼杵市野津町に分布する奥河内累層のジュラ系珪質岩の外来ブロックである石灰岩からもまた、ウォーディアンの新種のフズリナ8種と非フズリナの有孔虫7種が発見されている。
茨城県日立市石名坂町から南高野町に分布する鮮新統の久米累層基底の礫岩からは、石名坂フォーナと呼称される16属17種からなる腕足動物の動物群が産出しており、その年代は2014年にウォーディアン期と推定された。2018年には前期ペルム紀クングーリアンから後期ペルム紀チャンシンジアンを示すレプトダス・ノビリス (Leptodus nobolis) が石名坂フォーナから報告され、礫岩がペルム系のものであることが支持されている。
また、兵庫県篠山地域の藤岡奥セクションは示準化石となるコノドント化石が産出しなかったものの、Pseudoalbaillella simplex や Paraf ollicucullus sakumarensis といった放散虫化石が得られており、山中 (2001) での化石層序と合わせて前期ペルム紀（シスウラリアン世）アッセリアンからキャピタニアンに相当するとされている。